# Vắc-xin sốt vàng da
Vắc-xin sốt vàng da là một loại vắc xin bảo vệ chống lại bệnh sốt vàng. Sốt vàng là một bệnh nhiễm virus xảy ra ở châu Phi và Nam Mỹ. Hầu hết mọi người bắt đầu phát triển khả năng miễn dịch trong vòng mười ngày và 99% được bảo vệ trong vòng một tháng tiêm phòng, và điều này dường như suốt đời. Vắc xinnày có thể được sử dụng để kiểm soát dịch bệnh. Vắc- xin đưa vào cơ thể bằng cách tiêm vào cơ bắp hoặc tiêm dưới da.
Tổ chức Y tế Thế giới (WHO) khuyến cáo chủng ngừa định kỳ ở tất cả các quốc gia nơi bệnh lưu hành. Thường xảy ra trong khoảng từ 9 đến 12 tháng tuổi. Những người đi du lịch đến các khu vực nơi bệnh đang xảy ra cũng nên được chủng ngừa. Liều bổ sung sau lần đầu tiên thường không cần thiết.
Vắc-xin sốt vàng da tương đối an toàn.  Bao gồm ở cả những người nhiễm HIV nhưng không có triệu chứng. Tác dụng phụ nhẹ có thể bao gồmnhức đầu, đau cơ, đau tại chỗ tiêm, sốt và phát ban. Sốc phản phệ xảy ra trong tám mỗi triệu liều, các vấn đề thần kinh nghiêm trọng xảy ra trong khoảng bốn mỗi triệu liều, nghiêm trọng về thần kinh có vấn đề xảy ra trong khoảng bốn triệu liều, và suy cơ quan xảy ra trong khoảng ba mỗi triệu liều. Vắc xin an toàn trong khi mang thai, do đó được đề nghị trong số những người sẽ có khả năng bị phơi nhiễm. Khônng nên dùng cho những người có chức năng miễn dịch kém.
Vắc-xin ngừa sốt vàng được đưa vào sử dụng năm 1938. Vắc-xin nằm trong Danh Sách Thuốc Cần Thiết của Tổ chức Y tế Thế giới, các loại thuốc hiệu quả và an toàn nhất cần thiết trong hệ thống y tế. Giá thị trường ở các nước đang phát triển là từ 4,30 đô la Mỹ đến 21,30 đô la Mỹ mỗi liều tính đến năm 2014. Tại Hoa Kỳ, chi phí từ 50 đô la Mỹ đến 100 đô la Mỹ. Vắc xin được làm từ vi rút sốt vàng đã làm yếu. Một số quốc gia yêu cầu giấy chứng nhận đã chủng ngừa sốt vàng trước khi nhập cảnh từ một quốc gia có bệnh thường gặp.